# Simonne Chrisostome
Pour les articles homonymes, voir Chrysostome.
Simonne Chrisostome, épouse Vilalta, née à Hendaye le 10 décembre 1923 et morte le 1er janvier 2021 dans la même ville, est une militante française de la résistance anti-nazie et prisonnière dans les camps de concentration de Ravensbrück et Neubrandenbourg, où elle a survécu à un séjour de deux ans.